# Emmanuel de Vignerot du Plessis
Emmanuel-Armand de Vignerot du Plessis de Richelieu, książę d'Aiguilon (ur. 31 lipca 1720, zm. 1788) – francuski polityk i wojskowy. 

## Życiorys
Był synem Armanda Louisa de Vignerot du Plessis i Anne Charlotte de Crussol de Florensac, bratankiem marszałka Louis François Armand du Plessis, księcia de Richelieu (1696–1788).
Zaciągnął się do armii w wieku 17 lat. W wieku 19 lat został pułkownikiem regimentu prowincji Brie. W czasie wojny o sukcesję austriacką (1741–1748) służył we Włoszech. Podczas oblężenia Château-Dauphin (1744) został ciężko ranny, a w roku 1746 dostał się do niewoli. Po powrocie został awansowany na marszałka (maréchal de camp) w roku 1748. 
W 1740 ożenił się z Louise Félicité de Brehan, córką Louis de Bréhan, hrabiego de Plélo i Louise-Françoise de Phélypeaux. Dzięki wżenieniu się w tak wpływową rodzinę (w połączeniu z jego pochodzeniem z rodu Richelieu) – uzyskał istotne wpływy na dworze królewskim. Był członkiem tak zwanej Parti dévot, przeciwnej wobec Madame de Pompadour, jansenistów i parlamentów. W związku z tym często był obiektem ataków pamflecistów.
Od 6 czerwca 1771 do 2 czerwca 1774 był sekretarzem spraw zagranicznych, na tym stanowisku zastąpił wuja swojej żony – Ludwika Phélypeaux. Był zwolennikiem pokojowej koegzystencji z Prusami, co niestety wykorzystał Fryderyk Wielki uznając, że ma wolną rękę w kształtowaniu losów Polski. Jego dalszej karierze stanęła na drodze niechęć, jaką darzyła go Maria Antonina Austriaczka.
W 1785 roku został członkiem Akademii Francuskiej.

## Źródło
Historia Dyplomacji Polskiej – tom II 1572–1795, PWN Warszawa 1981, s. 515.